# Cimitero della Chacarita
Il cimitero della Chacarita (in spagnolo: Cementerio de la Chacarita) è il maggiore luogo di sepoltura di Buenos Aires ed è uno dei cimiteri monumentali più importanti dell'Argentina. È situato nel quartiere omonimo ed ospita le tombe di alcuni di numerosi personaggi celebri della cultura e dello sport del paese.

## Storia
A seguito dell'epidemia di febbre gialla che funestò Buenos Aires nel 1871, fu decretata la costruzione di un nuovo cimitero cittadino nel barrio di Chacarita visto che quelli già esistenti avevano esaurito la loro capacità. Tuttavia anche questo nuovo luogo di sepoltura risultò ben presto saturo a causa delle dimensioni esigue e dell'alto numero di vittime causato dalla malattia, in aggiunta le condizioni di salubrità e di igiene erano del tutto assenti. Pertanto, già nel 1875, il cimitero dovette essere chiuso. Dodici anni dopo, nel 1887, fu aperto alle inumazioni un nuovo cimitero, situato sempre a Chacarita ma di dimensioni molto più grandi.
Il 30 dicembre 1896 il cimitero fu ufficialmente ribattezzato Cementerio del Oeste mentre il 5 marzo 1949 assunse la sua attuale denominazione.

## Personaggi famosi sepolti nel cimitero della Chacarita
- Madre Maria Eufrasia Iaconis
- Alberto Anchart, attore
- Oscar Bonavena, pugile
- Alicia Bruzzo, attrice
- Clemar Bucci, pilota
- Enrique Cadícamo, poeta e scrittore
- Francisco Canaro, compositore, violinista e direttore d’orchestra
- Evaristo Carriego, poeta
- Elías Castelnuovo, scrittore, poeta, saggista, giornalista e critico letterario
- Gustavo Cerati, cantante
- Rodolfo Crespi, attore
- Juan D'Arienzo, musicista
- Juan de Dios Filiberto, compositore, violinista e poeta
- Carlos Di Sarli, compositore e direttore d'orchestra
- Torcuato Di Tella, imprenditore e antifascista italo-argentino
- Edgardo Donato, violinista e compositore
- Vito Dumas, navigatore
- Edelmiro Julián Farrell, militare e presidente de facto dell'Argentina dal 1944 al 1946
- María Rosa Gallo, attrice
- Leopoldo Galtieri, militare e presidente de facto dell'Argentina dal 1981 al 1982
- Óscar Gálvez, pilota
- Carlos Gardel, attore, cantante e figura emblematica del tango
- Severino Di Giovanni, anarchico italiano
- Roberto Goyeneche, cantante
- Paul Groussac, scrittore franco-argentino
- René Orlando Houseman, calciatore
- Bernardo Alberto Houssay, medico premio Nobel per la medicina nel 1947
- Ángel Labruna, calciatore
- Antonio Liberti, imprenditore e dirigente sportivo
- Agustín Magaldi, cantante
- Juan Maglio ''Pacho'', compositore e direttore d’orchestra
- Homero Manzi, paroliere e regista
- Tita Merello, attrice, cantante e ballerina
- Zully Moreno, attrice
- Jorge Newbery, aviatore
- Juan Carlos Onganía, militare e presidente de facto dell'Argentina dal 1966 al 1970
- Norberto Napolitano, cantante
- Malvina Pastorino, attrice
- Adolfo Pedernera, calciatore
- Pascual Pérez, pugile
- Juan Domingo Perón, tre volte presidente della Repubblica Argentina
- Osvaldo Pugliese, pianista, direttore d'orchestra e compositore di tango
- Pedro Pablo Ramírez, militare e presidente de facto dell'Argentina dal 1943 al 1944
- Edmundo Rivero, musicista
- Enrique Santos Discépolo, musicista e compositore
- Mohamed Alí Seineldín, militare
- Osvaldo Soriano, scrittore
- Guillermo Stábile, calciatore e allenatore
- Alfonsina Storni, drammaturga e giornalista
- Leopoldo Torre Nilsson, regista e produttore cinematografico
- Aníbal Troilo, musicista di tango
- Roberto Eduardo Viola, militare e presidente de facto dell'Argentina nel 1981
- Héctor Yazalde, calciatore
- María Elena Walsh, scrittrice e compositrice